# Гаетано Доницети
Доменико Гаетано Мария Доницети (на италиански: Domenico Gaetano Maria Donizetti) е италиански оперен композитор от XIX век. Най-популярни от музикалните му творби са „Любовен еликсир“ (1832), „Лучия ди Ламермур“ (1835), „Фаворитката“ (1840), „Дон Паскуале“ (1834). Заедно с Винченцо Белини и Джоакино Росини е водещ композитор на опери белканто.

## Биография
Най-малък от трима братя, Гаетано е роден в бедно семейство в Бергамо. Баща му е пазач в заложна къща, а в семейството няма никакви музикални традиции. Въпреки това малкият Гаетано успява да получи начално музикално образование, след като се записва в хора на градската катедрала, където диригент е немският композитор Йохан Симон Майер. Там започва да пише и първите си опери. Едва четвъртата му опера, „Зораида ди Граната“, е забелязана. Доменико Барбая, известен импресарио, харесва творбата и го поканва да се премести в Неапол и да работи там. Доницети започва да пише освен в Неапол и в Рим, и Милано и скоро става известен (всичките си 75 опери е написал в период от 12 години). „Любовен еликсир“ написана през 1832 става един от вечните шедьоври на комичната опера, а „Лучия ди Ламермур“, написана скоро след това, е призната за най-добрата му опера, често сравнявана с „Норма“ на Белини.
Доницети има три деца от своята съпруга Вирджиния Васели, но всичките умират при ражданията. Година след смъртта на родителите му, умира и съпругата му от холера. Към 1843 година започват да се проявяват първите симптоми на сифилис. През 1845 година е хоспитализиран и изпратен на лечение в Париж. След като е посетен там от приятели, сред които и Джузепе Верди, е върнат обратно в родния Бергамо. След няколко мъчителни години в хватката на лудостта, Доницети умира през 1848 година в дома на знатното семейство Скоти. Погребан е в базиликата Санта Мариа Маджиоре, до гроба на своя учител Йохан Симон Майер.
Голяма известност добива към средата на 30-те години на XIX век и особено след смъртта на Белини (1835) и оттеглянето на Росини от композиторска дейност. Създава над 65 разнообразни по вид и стил опери.
Учил в Неапол и Болоня.

## Музика
Характерен за оперите на Доницети е стремежът към изобилие на красиви, изразителни и лесно запомнящи се мелодии, вокална виртуозност и театрална ефектност.

## Творби
Доницети е композирал около 75 опери, 16 симфонии, 19 струнни квартета, 193 песни, 45 дуета, 3 оратории, 28 кантати, инструментални концерти, сонати и др.

#### Опери
- Il Pigmalione (1816; 13 октомври, 1960, Театър „Доницети“, Бергамо)
- Olimpiade (1817, непълна, либрето от Пиетро Метастазио)
- L'ira di Achille (1817)
- Enrico di Borgogna (1818; 14 ноември, 1818 Театър „Сан Лука“, Венеция)
- Una follia (1818; 17 декември, 1818 Театър „Сан Лука“, Венеция) (изгубена)
- I piccioli virtuosi ambulanti (1819), опера буфа в един акт
- Pietro il Grande zar di tutte le Russie ossia Il Falegname di Livonia (1819; 26 декември, 1819, Театър „Сан Самуеле“, Венеция),
- Le nozze in villa (1820; 1821, Стар театър, Мантуа)
- Zoraida di Granata or Zoraïda di Granata (1822; 28 януари, 1822, Театър „Арджентина“, Рим, rev. 7 януари 1824 година в същия театър)
- La Zingara (1822; 12 май, 1822, Нов театър, Неапол)
- La lettera anonima (29 юни, 1822 Театър „Фондо“, Неапол)
- Chiara e Serafina, ossia I pirati (26 октомври, 1822, Ла Скала, Милано)
- Alfredo il grande (2 юли, 1823 Театър „Сан Карло“, Неапол)
- Il fortunato inganno (3 септември, 1823 Нов театър, Неапол)
- L'ajo nell'imbarazzo (4 февруари, 1824,  Театър „Вале“, Рим)
- Emilia di Liverpool (28.7.1824 Нов театър, Неапол) (L'eremitaggio di Liverpool)
- Alahor in Granata (7.1.1826 Театър „Каролино“, Палермо)
- Don Gregorio [rev of L'ajo nell'imbarazzo] (11.6.1826 Нов театър, Неапол)
- Elvida (6.7.1826 Театър „Сан Карло“, Неапол)
- Gabriella di Vergy (1826; 29.11.1869 Театър „Сан Карло“, Неапол) (Gabriella)
- Olivo e Pasquale (7.1.1827 Театър „Вале“, Рим)
- Olivo e Pasquale [rev] (1.9.1827 Нов театър, Неапол)
- Otto mesi in due ore (13.5.1827 Нов театър, Неапол) (Gli esiliati in Siberia)
- Il borgomastro di Saardam (19.8.1827 Театър „Фондо“, Неапол)
- Le convenienze teatrali (21.11.1827 Нов театър, Неапол)
- L'esule di Roma, ossia Il proscritto (1.1.1828 Театър „Сан Карло“, Неапол)
- Emilia di Liverpool [rev] (8.3.1828 Нов театър, Неапол)
- Alina, regina di Golconda (12.5.1828 Театър „Карло Феличе“, Генуа)
- Gianni di Calais (2.8.1828 Teatro del Fondo, Неапол)
- Il paria (12.1.1829 Театър „Сан Карло“, Неапол)
- Il giovedi grasso (26.2.1829, Teatro del Fondo, Неапол) (Il nuovo Pourceaugnac)
- Il castello di Kenilworth (6.7.1829 Театър „Сан Карло“, Неапол)
- Alina, regina di Golconda [rev] (10.10.1829 Театър „Вале“, Рим)
- I pazzi per progetto (6.2.1830 Театър „Сан Карло“, Неапол)
- Il diluvio universale (28.2.1830 Театър „Сан Карло“, Неапол)
- Imelda de' Lambertazzi (5.9.1830 Театър „Сан Карло“, Неапол)
- Anna Bolena (26.12.1830 Театър „Каркано“, Милано)
- Le convenienze ed inconvenienze teatrali [rev of Le convenienze teatrali] (20.4.1831 Театър „Канобиана“, Милано)
- Gianni di Parigi (1831; 10.9.1839 Ла Скала, Милано)
- Francesca di Foix (30.5.1831 Театър „Сан Карло“, Неапол)
- La romanziera e l'uomo nero (18.6.1831 Театър „Фондо“, Неапол) (изгубено либрето)
- Fausta (12.1.1832 Театър „Сан Карло“, Неапол)
- Ugo, conte di Parigi (13.3.1832 Ла Скала, Милано)
- L'elisir d'amore (12.5.1832 Театър „Канобиана“, Милано)
- Sancia di Castiglia (4.11.1832 Театър „Сан Карло“, Неапол)
- Il furioso all'isola di San Domingo (2.1.1833 Театър „Вале“, Рим)
- Otto mesi in due ore [rev] (1833, Ливорно)
- Parisina (17.3.1833 Театър „Пергола“, Флоренция)
- Torquato Tasso (9.9.1833 Театър „Вале“, Рим)
- Lucrezia Borgia (26.12.1833 Ла Скала, Милано)
- Il diluvio universale [rev] (17.1.1834 Театър „Карло Феличе“, Генуа)
- Rosmonda d'Inghilterra (27.2.1834  Театър „Пергола“, Флоренция)
- Maria Stuarda [rev] (18.10.1834 Театър „Сан Карло“, Неапол) (Buondelmonte)
- Gemma di Vergy (26.10.1834 Ла Скала, Милано)
- Maria Stuarda (30.12.1835 Ла Скала, Милано)
- Marin Faliero (12.3.1835 Италиански театър, Париж)

- „Лучия ди Ламермур“/Lucia di Lammermoor (26.9.1835 Театър „Сан Карло“, Неапол)
- Belisario (4.2.1836 Театър „Ла Фениче“, Венеция)
- Il campanello di notte (1.6.1836 Нов театър, Неапол)
- Betly|Betly, o La capanna svizzera (21.8.1836 Нов театър, Неапол)
- L'assedio di Calais (19.11.1836 Театър „Сан Карло“, Неапол)
- Pia de' Tolomei (18.2.1837 TТеатър „Аполо“, Венеция)
- Pia de' Tolomei [rev] (31.7.1837, Синигаля)
- Betly [rev] ((?) 29.9.1837 Театър „Фондо“, Неапол)
- Roberto Devereux (28.10.1837 Театър „Сан Карло“, Неапол)
- Maria de Rudenz (30.1.1838 Театър „Ла Фениче“, Лондон)
- Gabriella di Vergy [rev] (1838; 8.1978 запис, Лондон)
- Poliuto (1838; 30.11.1848 Театър „Сан Карло“, Неапол)
- Pia de' Tolomei [rev 2] (30.9.1838 Театър „Сан Карло“, Неапол)
- Lucie de Lammermoor [rev на „Лучия ди Ламермур“] (6.8.1839 Ренесансов театър, Париж)
- Le duc d'Albe (1839; 22.3.1882 Театър „Аполо“, Рим) (Il duca d'Alba)
- Lucrezia Borgia [rev] (11.1.1840 Ла Скала, Милано)
- Poliuto [rev] (10.4.1840 Opéra, Париж) (Les martyrs)
- Дъщерята на полка (11.2.1840 Комедийна опера, Париж)
- L'ange de Nisida (1839; ?)
- Lucrezia Borgia [rev 2] (31.10.1840 Италиански театър, Париж)
- La favorite [rev of L'ange de Nisida] (2.12.1840 Опера, Париж)
- Adelia (11.2.1841 Театър „Аполо“, Рим)
- Rita (1841; 7.5.1860 Комедийна опера, Париж) (Deux hommes et une femme)
- Maria Padill (26.12.1841 Ла Скала, Милано)
- Linda di Chamounix (19.5.1842 Kärntnertortheater, Виена)
- Linda di Chamounix [rev] (17.11.1842 Италиански театър, Париж)
- Caterina Cornaro (18.1.1844 Театър „Сан Карло“, Неапол)
- Don Pasquale (3.1.1843 Италиански театър, Париж)
- Maria di Rohan (5.6.1843 Kärntnertortheater, Виена)
- Dom Sébastien (13.11.1843 Опера, Париж)
- Dom Sébastien [rev] (6.2.1845 Kärntnertortheater, Виена)

#### Хорали
- Ave Maria
- Grande Offertorio
- Il sospiro
- Messa da Requiem
- Messa di Gloria e Credo
- Miserere (Psalm 50)

#### Творби за оркестър
- Allegro for Strings in C major
- L'ajo nell'imbarazzo: Sinfonia
- Larghetto, tema e variazioni in E flat major
- Roberto Devereux: Sinfonia
- Sinfonia Concertante in D major (1818)
- Sinfonia for Winds in G minor (1817)
- Sinfonia in A major
- Sinfonia in C major
- Sinfonia in D major
- Sinfonia in D minor
- Ugo, conte di Parigi: Sinfonia

#### Концерти
- Concertino for Clarinet in B flat major
- Concertino for English Horn in G major (1816)
- Concertino in C minor for flute and chamber orchestra (1819)
- Concertino for Flute and Orchestra in C major
- Concertino for Flute and Orchestra in D major
- Concertino for Oboe in F major
- Concertino for Violin and Cello in D minor
- Concerto for 2 Clarinets „Maria Padilla“
- Concerto for Violin and Cello in D minor

#### Камерни творби
- Andante sostenuto for Oboe and Harp in F minor
- Introduction for Strings in D major
- Larghetto and Allegro for Violin and Harp in G minor
- Largo/Moderato for Cello and Piano in G minor
- Nocturnes (4) for Winds and Strings
- Quartet for Strings in D major
- Quartet for Strings no 10 in G minor
- Quartet for Strings no 11 in C major
- Quartet for Strings no 12 in C major
- Quartet for Strings no 13 in A major
- Quartet for Strings no 14 in D major
- Quartet for Strings no 15 in F major
- Quartet for Strings no 16 in B minor
- Quartet for Strings no 17 in D major
- Quartet for Strings no 18 in E minor
- Quartet for Strings no 18 in E minor: Allegro
- Quartet for Strings no 3 in C minor: 2nd movement, Adagio ma non troppo
- Quartet for Strings no 4 in D major
- Quartet for Strings no 5 in E minor
- Quartet for Strings no 5 in E minor: Larghetto
- Quartet for Strings no 6 in G minor
- Quartet for Strings no 7 in F minor
- Quartet for Strings no 8 in B flat major
- Quartet for Strings no 9 in D minor
- Quintet for Guitar and Strings no 2 in C major
- Solo de concert
- Sonata for Flute and Harp
- Sonata for Flute and Piano in C minor
- Sonata for Oboe and Piano in F major
- Study for Clarinet no 1 in B flat major
- Trio for Flute, Bassoon and Piano in F major

#### Творби за пиано
- Adagio and Allegro for Piano in G major
- Allegro for Piano in C major
- Allegro for Piano in F minor
- Fugue for Piano in G minor
- Grand Waltz for Piano in A major
- Larghetto for Piano in A minor „Una furtiva lagrima“
- Larghetto for Piano in C major
- Pastorale for Piano in E major
- Presto for Piano in F minor
- Sinfonia for Piano in A major
- Sinfonia for Piano no 1 in C major
- Sinfonia for Piano no 1 in D major
- Sinfonia for Piano no 2 in C major
- Sinfonia for Piano no 2 in D major
- Sonata for Piano in C major
- Sonata for Piano in F major
- Sonata for Piano in G major
- Variations for Piano in E major
- Variations for Piano in G major
- Waltz for Piano in A major
- Waltz for Piano in C major
- Waltz for Piano in C major „The Invitation“